# Campionati del mondo di atletica leggera 2017 - Salto triplo femminile
La gara del salto triplo femminile dei Campionati del mondo di atletica leggera 2017 si è svolta tra il 5 e il 7 agosto.

## Podio
| Pos.    | Atleta            | Nazionalità | Misura |
| ------- | ----------------- | ----------- | ------ |
| Oro     | Yulimar Rojas     | Venezuela   | 14.91  |
| Argento | Caterine Ibargüen | Colombia    | 14.89  |
| Bronzo  | Ol'ga Rypakova    | Kazakistan  | 14.77  |

## Situazione pre-gara

### Record
Prima di questa competizione, il record del mondo e il record dei campionati erano i seguenti.
| Record                | Prestazione | Atleta                | Data                            | Competizione              |
| --------------------- | ----------- | --------------------- | ------------------------------- | ------------------------- |
| Record mondiale       | 15,50 m     | Inesa Kravec' Ucraina | 10 agosto 1995 Göteborg, Svezia | Campionati del mondo 1995 |
| Record dei campionati | 15,50 m     | Inesa Kravec' Ucraina | 10 agosto 1995 Göteborg, Svezia | Campionati del mondo 1995 |

### Campionesse in carica
Le campionesse in carica, a livello mondiale e olimpico, erano:
| Campionessa | Atleta                     | Prestazione | Data                                   | Competizione                |
| ----------- | -------------------------- | ----------- | -------------------------------------- | --------------------------- |
| Olimpico    | Caterine Ibargüen Colombia | 15,17 m     | 14 agosto 2016 Rio de Janeiro, Brasile | Giochi della XXXI Olimpiade |
| Mondiale    | Caterine Ibargüen Colombia | 14,90 m     | 24 agosto 2015 Pechino, Cina           | Mondiali 2015               |

### La stagione
Prima di questa gara, gli atleti con le migliori tre prestazioni dell'anno erano:
| Pos. | Atleta                     | Prestazione | Data                           |
| ---- | -------------------------- | ----------- | ------------------------------ |
| 1    | Yulimar Rojas Venezuela    | 14,96 m     | 02 giugno 2017 Andújar, Spagna |
| 2    | Caterine Ibargüen Colombia | 14,86 m     | 21 luglio 2017 Monaco          |
| 3    | Olga Rypakova Kazakistan   | 14,64 m     | 08 giugno 2017 Roma, Italia    |

## Risultati

### Qualificazioni
Le qualifiche si sono tenute il 5 agosto dalle ore 11:00.

Qualificazione: le atlete che raggiungono i 14,20 m (Q) o le migliori 12 misure (q) avanzano alla finale.
| Pos | Gruppo | Atleta                  | Nazionalità | 1ª prova | 2ª prova | 3ª prova | Risultato | Note                          |
| --- | ------ | ----------------------- | ----------- | -------- | -------- | -------- | --------- | ----------------------------- |
| 1   | B      | Olga Rypakova           | Kazakistan  | 14.57    |          |          | 14.57     | Q                             |
| 2   | A      | Yulimar Rojas           | Venezuela   | 14.17    | 14.52    |          | 14.52     | Q                             |
| 3   | A      | Susana Costa            | Portogallo  | 13.83    | 13.88    | 14.35    | 14.35     | Q,                            |
| 4   | B      | Patrícia Mamona         | Portogallo  | 13.97    | 14.29    |          | 14.29     | Q                             |
| 5   | B      | Kristin Gierisch        | Germania    | 14.11    | x        | 14.25    | 14.25     | Q                             |
| 6   | B      | Shanieka Ricketts       | Giamaica    | 13.93    | 14.21    |          | 14.21     | Q                             |
| 7   | B      | Caterine Ibargüen       | Colombia    | 14.21    |          |          | 14.21     | Q                             |
| 8   | B      | Hanna Knyazyeva-Minenko | Israele     | x        | 14.17    | 13.72    | 14.17     | q,                            |
| 9   | A      | Kimberly Williams       | Giamaica    | 14.09    | x        | 14.14    | 14.14     | q                             |
| 10  | A      | Anna Jagaciak           | Polonia     | 14.09    | 13.72    | 14.04    | 14.09     | q                             |
| 11  | B      | Ana Peleteiro           | Spagna      | 13.84    | 14.07    | 13.09    | 14.07     | q                             |
| 12  | A      | Neele Eckhardt          | Germania    | 11.95    | 13.97    | 14.07    | 14.07     | q                             |
| 13  | B      | Tori Franklin           | Stati Uniti | x        | 14.03    | 12.96    | 14.03     | Miglior prestazione personale |
| 14  | B      | Elena Panțuroiu         | Romania     | 13.91    | 14.01    | 14.02    | 14.02     |                               |
| 15  | B      | Dovilė Dzindzaletaitė   | Lituania    | 13.97    | x        | 13.43    | 13.97     |                               |
| 16  | A      | Kristiina Mäkelä        | Finlandia   | 13.92    | 13.69    | 13.77    | 13.92     |                               |
| 17  | A      | Gabriela Petrova        | Bulgaria    | 13.66    | 13.90    | 13.66    | 13.90     |                               |
| 18  | A      | Jeanine Assani Issouf   | Francia     | x        | 13.87    | 13.67    | 13.87     |                               |
| 19  | B      | Thea LaFond             | Dominica    | 13.38    | 13.82    | 13.50    | 13.82     |                               |
| 20  | A      | Paraskeuī Papachristou  | Grecia      | 13.40    | x        | 13.75    | 13.75     |                               |
| 21  | A      | Tânia da Silva          | Brasile     | 13.74    | 13.70    | 13.14    | 13.74     |                               |
| 22  | A      | Liadagmis Povea         | Cuba        | 13.44    | x        | 13.55    | 13.55     |                               |
| 23  | B      | Nadia Eke               | Ghana       | x        | 13.25    | 13.54    | 13.54     |                               |
| 24  | B      | Tamara Myers            | Bahamas     | x        | x        | 13.41    | 13.41     |                               |
| 25  | A      | Fátima Diame            | Spagna      | 12.97    | 13.28    | 13.36    | 13.36     |                               |
| 26  | A      | Mariya Ovchinnikova     | Kazakistan  | 13.18    | 12.90    | x        | 13.18     |                               |

### Finale
La finale si è svolta il 7 agosto alle ore 20:25.
| Pos | Atleta                  | Nazionalità | 1ª prova | 2ª prova | 3ª prova | 4ª prova | 5ª prova | 6ª prova | Risultato | Note                                     |
| --- | ----------------------- | ----------- | -------- | -------- | -------- | -------- | -------- | -------- | --------- | ---------------------------------------- |
|     | Yulimar Rojas           | Venezuela   | 14.55    | 14.82    | 14.83    | 13.69    | 14.91    | 14.50    | 14.91     |                                          |
|     | Caterine Ibargüen       | Colombia    | 14.67    | 14.69    | 14.89    | 14.80    | 14.71    | 14.88    | 14.89     | Miglior prestazione personale stagionale |
|     | Olga Rypakova           | Kazakistan  | 14.45    | x        | 14.77    | 14.32    | 14.52    | 14.36    | 14.77     | Miglior prestazione personale stagionale |
| 4   | Hanna Knyazyeva-Minenko | Israele     | 14.11    | 14.04    | 14.29    | x        | 14.42    | 13.97    | 14.42     | Miglior prestazione personale stagionale |
| 5   | Kristin Gierisch        | Germania    | 14.16    | 14.23    | 14.30    | x        | 13.84    | 14.33    | 14.33     |                                          |
| 6   | Anna Jagaciak           | Polonia     | 14.13    | 14.25    | 14.13    | 14.05    | 14.02    | 13.88    | 14.25     |                                          |
| 7   | Ana Peleteiro           | Spagna      | 13.92    | x        | 14.23    | x        | –        | –        | 14.23     | Miglior prestazione personale            |
| 8   | Shanieka Ricketts       | Giamaica    | 14.13    | 14.04    | 14.10    | 13.82    | 13.81    | 14.01    | 14.13     |                                          |
| 9   | Patrícia Mamona         | Portogallo  | x        | 14.04    | 14.12    |          |          |          | 14.12     |                                          |
| 10  | Kimberly Williams       | Giamaica    | 14.01    | x        | 13.95    |          |          |          | 14.01     |                                          |
| 11  | Susana Costa            | Portogallo  | x        | 13.99    | 13.97    |          |          |          | 13.99     |                                          |
| 12  | Neele Eckhardt          | Germania    | 13.94    | 13.97    | 11.81    |          |          |          | 13.97     |                                          |